# Wakaba Tomita
Wakaba Tomita (en japonés: 冨田若春, Tomita Wakaba, 9 de abril de 1997) es una deportista japonesa que compite en judo.
Ganó tres medallas en el Campeonato Mundial de Judo entre los años 2021 y 2024, y una medalla de bronce en los Juegos Asiáticos de 2022.

## Palmarés internacional
| Campeonato Mundial | Campeonato Mundial   | Campeonato Mundial | Campeonato Mundial |
| Año                | Lugar                | Medalla            | Categoría          |
| ------------------ | -------------------- | ------------------ | ------------------ |
| 2021               | Budapest (Hungría)   | Medalla de plata   | +78 kg             |
| 2022               | Taskent (Uzbekistán) | Medalla de bronce  | +78 kg             |
| 2024               | Abu Dabi (EAU)       | Medalla de oro     | +78 kg             |
| Juegos Asiáticos   |                      |                    |                    |
| Año                | Lugar                | Medalla            | Categoría          |
| 2022               | Hangzhou (China)     | Medalla de bronce  | +78 kg             |